# Étang de La Palme
L'étang de La Palme est une lagune située dans le département de l'Aude à proximité de la commune de La Palme, au sud de Narbonne. Située sur le territoire du Parc naturel régional de la Narbonnaise en Méditerranée, cette lagune est l'une des dernières lagune du Languedoc-Roussillon à posséder un grau naturel qui s'ouvre au gré des coups de mer.

## Protection
la lagune de La Palme est déclarée site d’intérêt européen (Réseau Natura 2000) et zone humide d’importance internationale (Convention de Ramsar).

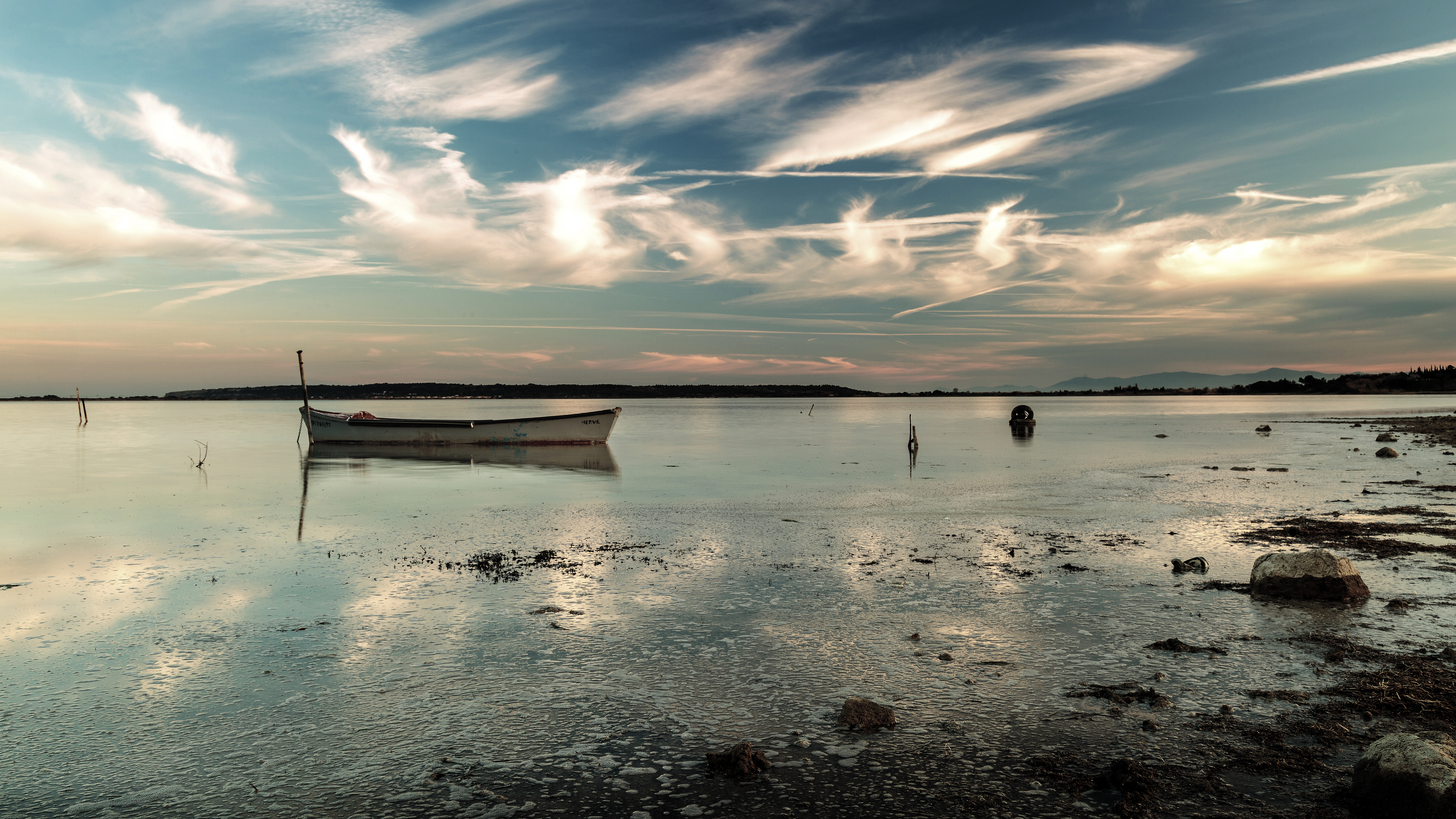
L'étang de La Palme.
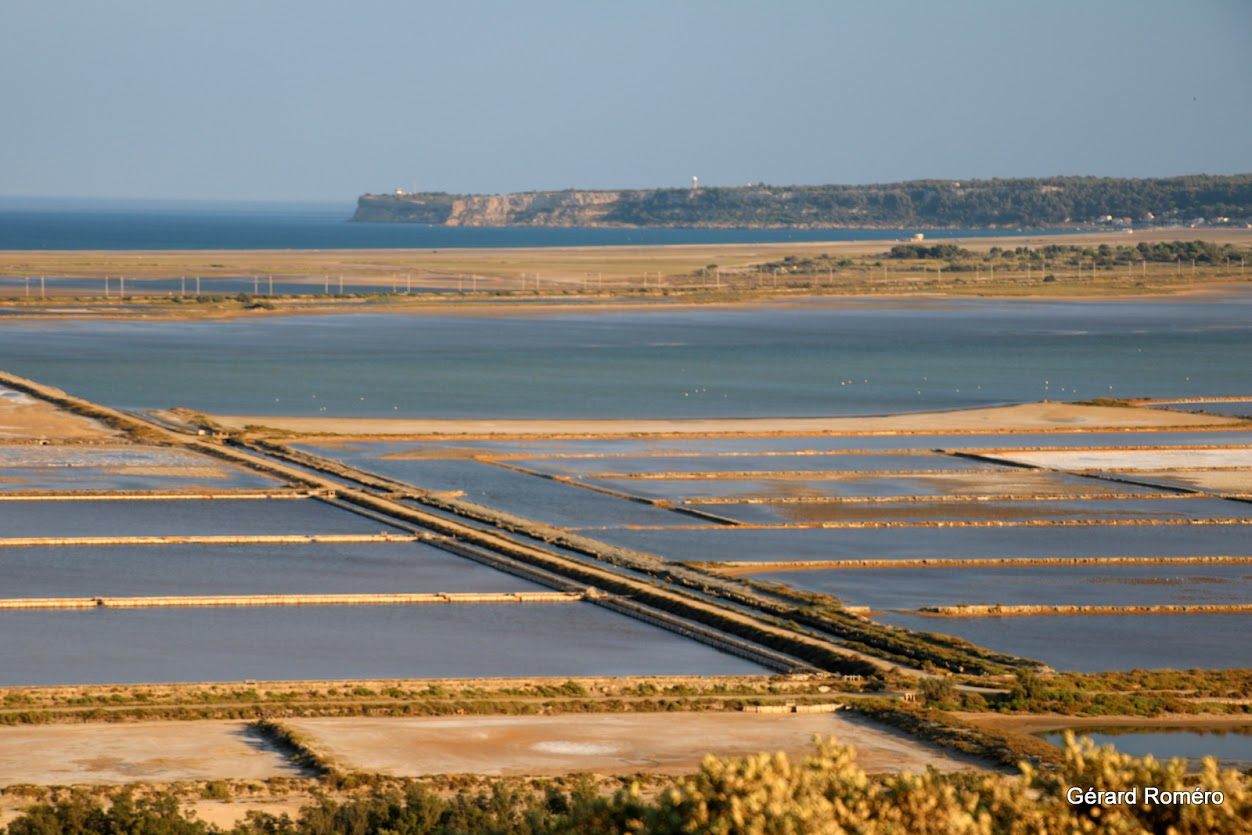
Salin de La Palme.
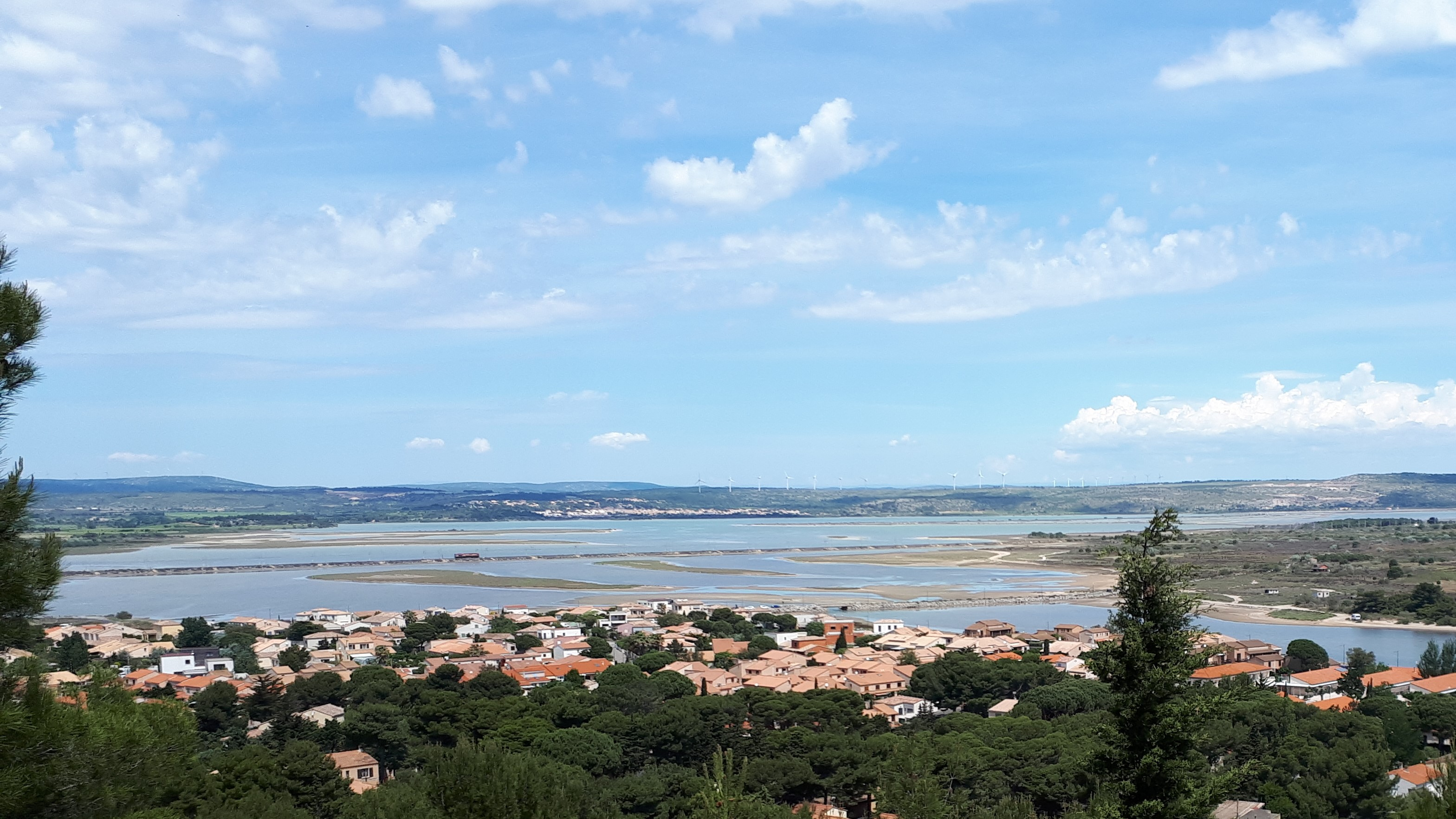
Étang de Lapalme depuis les hauteurs de la Franqui. L'étang est traversé par une ligne de chemin de fer électrifiée, la ligne de Narbonne à Port-Bou.